# Charles Allan Gilbert
Charles Allan Gilbert (Hartford, Connecticut, 3 de septiembre de 1873-Nueva York, 20 de abril de 1929) fue un artista e ilustrador estadounidense, especialmente en ilustraciones con ilusiones ópticas.

## Obra
Su trabajo más conocido es la ilustración All is Vanity (Todo es vanidad, 1892), una ilusión óptica creada por él cuando tenía 18 años de edad. La ilusión muestra a una mujer sentada frente al espejo de un tocador, que visto desde lejos parece ser una gran calavera. Fue vendida en 1902 a Life Publishing Co.
Otros trabajos de Gilbert incluyen Mujer tocando el piano (1901, carbón y tiza a bordo), Mujer con rosa (1910, pastel sobre tela), y Adulación.

## Biografía
Nacido en Hartford, Connecticut, Gilbert fue el menor de los tres hijos de Charles Edwin Gilbert y Virginia Ewing Crane. Cuando niño, fue tomado como inválido (por circunstancias que no están claras), dando como resultado que muchas veces hiciera dibujos para entretenerse.
A los dieciséis, comienza a estudiar arte con Charles Noel Flagg, el pintor oficial de retratos del Estado de Connecticut, quien había fundado a su vez la Liga de Estudiantes de Arte de Connecticut. En 1892, se inscribe en la Liga de Estudiantes de la ciudad de Nueva York, casa en la que permanece por dos temporadas. En 1894 se traslada a Francia por el curso de un año, donde estudia con Jean-Paul Laurens y Jean-Joseph Benjamin-Constant en la Académie Julian en París. 
A su regreso de París, Gilbert se instala en Nueva York, donde se embarca hacia una activa carrera como ilustrador de libros, revistas, afiches y calendarios. Sus ilustraciones fueron frecuentemente publicadas en el Scribener's, Harper's Magazine, The Atlantic Monthly y otras revistas destacadas. Mientras aún era un estudiante de la Liga de Arte, Gilbert completó su trabajo All is Vanity (Todo es Vanidad), dibujo que se popularizó al ser publicado en la revista Life en 1902 y que sería la principal causa de la fama del artista. 
A lo largo de su carrera artística, Gilbert ilustró una larga serie de libros, entre ellos Life and Gabriella (1916) de Ellen Glasgow, The Soul of a Bishop (1917) de H. G. Wells, His Daughter (1919) de Gouverneur Morris, The Age of Innocence (1920) de Edith Wharton, y Gentle Julia (1922) de Booth Tarkington.

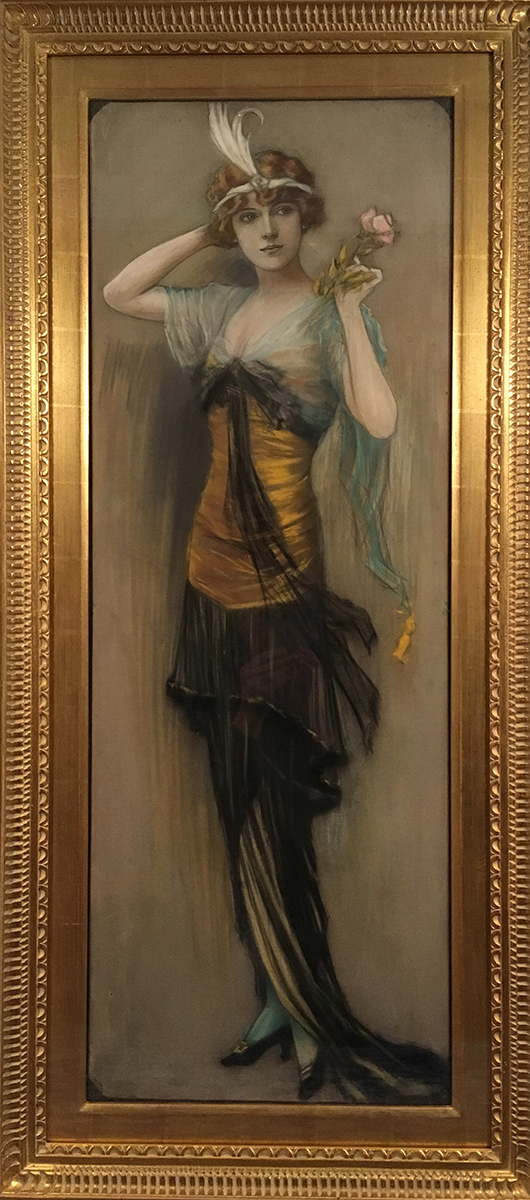
Pintura en pastel, Mujer con Rosa (1920), por C. Allan Gilbert

Como temprano colaborador de películas animadas, Gilbert trabajó para John R. Bray durante 1915 y 1916 en la producción de una series de obras con sombras móviles, titulada Silhouette Fantasies. Estos filmes estilo Art Nouveau, que eran hechos mediante la combinación de siluetas con componentes de pluma y tinta, fueron interpretaciones de algunos mitos griegos.
Durante la Primera Guerra Mundial, Gilbert sirvió como artista de camuflaje para la U.S Shipping Borrad (una corporación de fletes de emergencia), junto a otros artistas e ilustradores, incluyendo a McClelland Barclay, William MacKay y Henry Reuterdahl. Como ellos, Gilbert también ilustró afiches para su país durante la guerra en programas como Liberty Bonds.
Durante el curso de su vida (y aún hoy), Gilbert fue tan identificado con su dibujo All is Vanity que frecuentemente se lo toma como el autor de otras dos populares imágenes, Gossip: And the Devil Was There, y Social Donkey, ambas aparentemente realizadas por un ilustrador de esa misma época, llamado George A. Wotherspoon.
Gilbert continuó viviendo en Nueva York durante el resto de su vida, pasando sus veranos en Monegan Island, Maine. Murió en Nueva York, a la edad de 55 años, a causa de una neumonía.

## Versiones
La banda de hard rock británica Def Leppard, utilizó una ilustración parecida a All is Vanity en la carátula de su álbum Retro Active de 1993.